# アン・パットナム
アン・パットナム（英語: Ann Putnam, アン・パットナム・ジュニアとも呼ばれる、1679年10月18日 - 1716年）は、17世紀末の植民地時代アメリカの女性。ベティ・パリス、メアリー・ウォルコット、マーシー・ルイス、アビゲイル・ウィリアムズと共に、マサチューセッツ湾植民地のセイラム魔女裁判で重要な告発者となった。

## 生い立ち
エセックス郡ダンバースで1679年に、地域の有力者であるトマス・パットナム（1652年 - 1699年）とアン・パットナム・シニア（1661年 - 1699年）の長女として生まれた。将軍イズラエル・パットナムとルーファス・パットナムのいとこ違いにあたる。

## セイラム魔女裁判
アン・パットナムは魔術に苦しんでいると宣言した少女たちと友人で、1692年3月に自分自身も苦しんでいると主張した。彼女は62人の告発を担当し、それは他の少女の告発と合わせて、20人の死刑と数人の獄中死をもたらした。
アン・パットナムは平凡なアビゲイルやベティと違い、当時12歳という年齢としては天才的な学習能力を持っていたとされる。彼女は一つを除く全ての裁判で証言台に立ち、驚くほど真に迫った文学的な状況描写を述べた。

## 終結後
チャールズ・ウェントワース・アパムによると、魔女裁判が終結した後、アンは病床に伏せるようになり、そのことが若くしての彼女の死に繋がった。彼女は1699年に両親を亡くし、9人の兄弟姉妹を育てなくてはならなくなった。
1706年に、彼女は自身がセイラム魔女裁判で行った行動について謝罪した。魔女裁判の生存者や遺族は、アン・パットナムの謝罪を聞き入れ、許したという。
1716年に死去し、ダンバースにて両親と共に不名誉の象徴とされる「墓標なし」で埋葬された。アン・パットナムは生涯独身だった。